# Michael Märcher
 Der er for få eller ingen kildehenvisninger i denne artikel, hvilket er et problem. Du kan hjælpe ved at angive troværdige kilder til de påstande, som fremføres i artiklen.

Michael Märcher (født 1980) er en dansk historiker, numismatiker og museumsinspektør.
Michael Märcher er uddannet cand. mag. i historie og museologi fra Århus Universitet i 2005, og ph.d. fra Københavns Universitet i 2009 på en afhandling om de kongelige møntsteder i København og Altona 1813-1873.
Han blev ansat som museumsinspektør ved ved Den Kongelige Mønt- og Medaillesamling på Nationalmuseet i 2009, hvor han var indtil 2017, hvor han blev ansat i møntafdelingen hos Bruun Rasmussen Kunstauktioner A/S.